# Pavilhão de Cancerosos

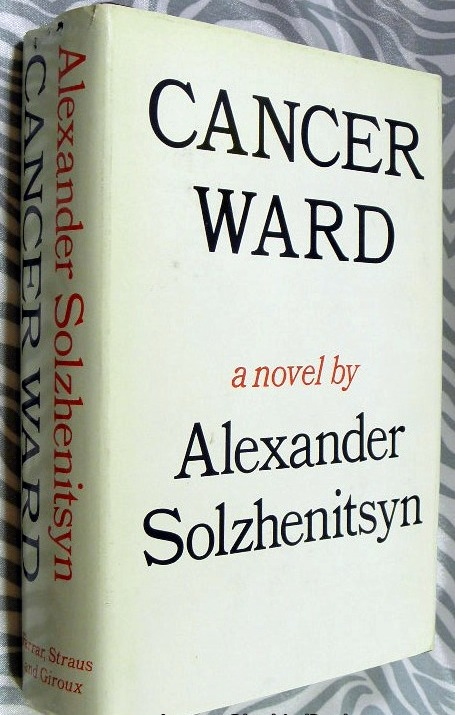
Cancer Ward, (Pavilhão de Cancerosos em tradução livre), de Aleksandr Solzhenitsyn, 1969

Pavilhão de Cancerosos é um livro de Aleksandr Solzhenitsyn. O livro foi escrito entre 1966 e 1968, sendo uma das obras mais sombrias deste autor.
A história deste romance desenrola-se num hospital do Usbequistão, durante os anos 50. Conta o dia a dia de um grupo de cancerosos à medida que vão recebendo a sua terapia.